# Emre Can (Schachspieler)
Emre Can [ˈɛmrɛ ˈdʒɑn] (* 21. Januar 1990 in Izmir) ist ein türkischer Schachspieler.

## Leben
Emre Can studierte an der Privatuniversität Kadir Has in Fatih, einem Stadtteil von Istanbul.

## Erfolge

### Turniere
2011 gewann Can die türkische Einzelmeisterschaft mit 8,5 Punkten aus 10 Partien. Im Februar 2012 gewann er in Moskau das B-Turnier des Aeroflot Opens mit einem Punkt Vorsprung. Das Turnier startete er mit sechs Punkten aus den ersten sechs Partien.
Für die türkische Juniorennationalmannschaft spielte er bei der U16-Olympiade 2003 in Denizli am vierten Brett. Für die türkische Nationalmannschaft spielte er bei der Schacholympiade 2008 in Dresden am zweiten Brett, der Schacholympiade 2010 in Chanty-Mansijsk am dritten Brett, der Schacholympiade 2012 in Istanbul am Reservebrett und der Schacholympiade 2014 in Tromsø am dritten Brett. Bei der Mannschaftsweltmeisterschaft 2010 in Bursa spielte er am vierten Brett, bei der Mannschaftsweltmeisterschaft 2013 in Antalya am Reservebrett und bei der Mannschaftseuropameisterschaft 2011 in Porto Carras am zweiten Brett. Bei der Mannschafts-WM 2010 spielte er das seltene Rosentreter-Gambit (auch Rosentreter-Testa-Gambit genannt), eine Variante des Königsspringergambits, gegen Gabriel Sarkissjan.
Vereinsschach spielte er beim European Club Cup 2004 in Izmir für den Eczacıbaşı SK am ersten Reservebrett (am ersten Brett spielte Şəhriyar Məmmədyarov). Beim Club Cup 2007 in Kemer spielte Emre Can am dritten Brett des Türk Hava Yolları SK.

### Titel und Rating
Im Januar 2007 erhielt er den Titel Internationaler Meister. Die Normen hierfür erzielte er bei der türkischen Meisterschaft im März 2006 sowie bei zwei russischen Turnieren: einem GM-Turnier in Dubna im August 2006, bei dem er den geteilten sechsten Platz belegte, sowie beim Petrovskaya-Ladna-GM-Turnier in Peterhof im August desselben Jahres.
Großmeister ist er seit September 2010. Die erforderlichen Normen erreichte er beim Valoz Cup, einem GM-A-Turnier des Olmützer Sommers im Juli 2007, beim Kahraman-Olgaç-Memorial in Konya im Juli 2009 (einem doppelrundigen Turnier mit sechs Teilnehmern), sowie bei der Mannschaftsweltmeisterschaft in Bursa im Januar 2010, bei der er 3,5 Punkte aus 7 Partien holen konnte und Yury Shulman in der Tarrasch-Variante der Französischen Verteidigung besiegte. Der Titel war zwar schon für den Juli 2010 beantragt worden, die erforderliche Elo-Zahl hatte Emre Can aber erst zwei Monate später.
Mit seiner höchsten Elo-Zahl von 2606 im Juli 2022 lag er hinter Mustafa Yılmaz auf dem zweiten Platz der türkischen Elo-Rangliste.
| Hier fehlt eine Grafik, die leider im Moment aus technischen Gründen nicht angezeigt werden kann. Wir arbeiten daran! |